# Discografia de Cyndi Lauper
A discografia da cantora americana Cyndi Lauper consiste em onze álbuns de estúdio, seis álbuns de compilação, cinco álbuns de vídeo e cinquenta e um singles. Em todo o mundo, Lauper vendeu mais de 50 milhões de álbuns, singles e DVDs.
Lauper foi membro da banda de rockabilly e new wave Blue Angel, que lançou seu primeiro álbum em 1980 pela Polydor Records. O álbum não obteve sucesso, fazendo com que a banda se separasse e Lauper entrasse em falência. Em 1983, Lauper assinou um contrato com a Portrait Records, e seu primeiro álbum solo, She's So Unusual, foi lançado. O álbum foi um grande sucesso, alcançando discos de ouro e platina em todo o mundo e gerando os sucessos "Girls Just Want to Have Fun", "Time After Time", "All Through the Night" e "She Bop". Em 1985, Lauper lançou "The Goonies 'R' Good Enough", um single da trilha sonora de The Goonies, e seu segundo álbum, True Colors, foi lançado em 1986. O álbum também obteve sucesso, junto com o single homônimo e a canção "Change of Hearts". Em 1988, a cantora protagonizou o filme Vibes, do qual fazia parte da tralha a canção "Hole in My Heart (All The Way to China)". O terceiro álbum de Lauper, A Night to Remember, foi lançado em 1989. Este álbum teve menos sucesso, apesar da popularidade do primeiro single, "I Drove All Night". O seguinte single, "My First Night Without You" conseguiu entrar no top 60 dos Estados Unidos.
Em 1992, Lauper apareceu na versão em inglês de Starmania, uma ópera rock francesa. Ela lançou um single do musical, "The World Is Stone", que fez grande sucesso em vários países, principalmente na França. Seu álbum Hat Full of Stars foi lançado em 1993 pela Epic Records, obtendo a certificação de ouro na França e no Japão. A compilação dos maiores sucessos, Twelve Deadly Cyns ...and Then Some, foi lançada em 1994, com uma versão repaginada de "Girls Just Want to Have Fun" que alcançou a quarta posição no Reino Unido e na Nova Zelândia. Em 1996, ela lançou Sisters of Avalon, e em 1998, um álbum com canções de Natal, o Merry Christmas ... Have a Nice Life. Esses dois álbuns tiveram muito menos sucesso internacional do que seus lançamentos anteriores, mas ambos alcançaram sucesso no Japão, com o primeiro ganhando disco de ouro no país.
Em 2001, Lauper planejou lançar outro álbum, Shine, mas a gravadora faliu. Um EP foi lançado para conter a pirataria na Internet, e o álbum completo foi lançado exclusivamente no Japão em 2004. Em 2003, Lauper lançou seu sétimo álbum de estúdio, At Last, e uma versão ao vivo, em DVD, viria em 2004, Cyndi Lauper Live... At Last. At Last é um álbum de covers que traz reinvenções de canções clássicas, como a faixa-título "At Last", "Walk On By" e "Stay". O DVD ao vivo ganhou disco de ouro nos Estados Unidos. Em 2005, Lauper lançou The Body Acoustic, apresentando versões acústicas de seus sucessos, como um dueto da canção "Time After Time", com Sarah McLachlan. O álbum de 2008 de Lauper, Bring Ya to the Brink, foi seu primeiro lançamento em sete anos contendo material original e obteve um sucesso considerável. Em dezembro de 2008 ela gravou o dueto "A Christmas Duel" com a banda pop sueca The Hives, lançado apenas na Suécia, atingindo a posição de #4. Memphis Blues, foi lançado em 2010 e tornou-se seu álbum de maior sucesso na Billboard 200 desde True Colors, de 1986, passando 13 semanas consecutivas no primeiro lugar na parada de blues da Billboard, e conquistando o posto de álbum de blues mais vendido do ano. Seu álbum mais recente é Detour, lançado em 2016. O álbum alcançou a posição de #29 na Billboard 200.

## Álbuns

### Álbuns de estúdio
| Ano  | Álbum                                                                             | Posições | Posições | Posições | Posições | Posições | Posições | Posições | Posições | Vendas                    | Certificação                                                                                      |
| Ano  | Álbum                                                                             | EUA      | ALE      | AUS      | AUT      | CAN      | FRA      | JAP      | RU       | Vendas                    | Certificação                                                                                      |
| ---- | --------------------------------------------------------------------------------- | -------- | -------- | -------- | -------- | -------- | -------- | -------- | -------- | ------------------------- | ------------------------------------------------------------------------------------------------- |
| 1983 | She's So Unusual - Lançado: Dezembro de 1983 - Gravadora: Portrait                | 4        | 23       | 3        | 5        | 1        | 14       | 5        | 16       | - : 16,000,000            | - :RIAA: 6× Platina - :MC: 8× Platina - :BVMI: Ouro - :PMB: 2× Platina - :BPI: Ouro - :SNEP: Ouro |
| 1986 | True Colors - Lançado: Setembro de 1986 - Label: Portrait                         | 4        | 20       | 1        | 15       | 7        | 13       | 2        | 25       | - : 7,000,000             | - :RIAA: 2× Platina - :PMB: Platina - :MC: 2× Platina - :SNEP: Ouro - :BPI: Prata                 |
| 1989 | A Night to Remember - Lançado: Maio de 1989 - Gravadora: Epic                     | 37       | 21       | 17       | —        | 34       | 15       | 3        | 9        | - : 1,300,000 - : 500,000 | - :MC: 2× Platina - :SNEP: Ouro - :RIAJ: Platina                                                  |
| 1993 | Hat Full of Stars - Lançado: Junho de 1993 - Gravadora: Epic                      | 112      | 52       | —        | —        | 68       | 9        | 15       | 56       | - : 119,000               | - :SNEP: Ouro - :RIAJ: Ouro                                                                       |
| 1996 | Sisters of Avalon - Lançado: 1996 - Label: Epic                                   | 188      | —        | —        | 45       | —        | —        | 15       | 59       | - : 56,000                | - :RIAJ: Ouro                                                                                     |
| 1998 | Merry Christmas ... Have a Nice Life - Lançado: Outubro de 1998 - Gravadora: Epic | —        | —        | —        | —        | —        | —        | 75       | —        | - : 26,000                |                                                                                                   |
| 2003 | At Last - Lançado: 18 de novembro 2003 - Gravadora: Epic                          | 38       | —        | 32       | —        | 32       | 85       | 205      | —        | - : 276,000               |                                                                                                   |
| 2004 | Shine - Lançado: 3 de maio de 2004 (somente no Japão) - Gravadora: Epic           | —        | —        | —        | —        | —        | —        | 120      | —        | - : 41,000                |                                                                                                   |
| 2008 | Bring Ya to the Brink - Lançado: 27 de maio de 2008 - Gravadora: Epic             | 41       | —        | 87       | 48       | 40       | 129      | 18       | —        |                           |                                                                                                   |
| 2010 | Memphis Blues - Lançado: 22 de Junho de 2010 - Gravadora: Downtown Records        | 26       | 77       | 59       | 57       | 45       | 31       | 18       | 105      | - : 600,000 - : 76,000    | - :IMPALA: 2× Prata                                                                               |
| 2016 | Detour - Lançamento: Maio de 2016 - Gravadora: Sire Records                       | 29       | 64       | 15       | —        | 69       | 142      | 122      | 43       | - : 36,800                |                                                                                                   |

### Álbuns de compilação
| Ano  | Álbum                                                                                             | Posições | Posições | Posições | Posições | Posições | Posições | Posições | Posições | Certificação                                                                       |
| Ano  | Álbum                                                                                             | EUA      | ALE      | AUS      | AUT      | CAN      | FRA      | JAP      | RU       | Certificação                                                                       |
| ---- | ------------------------------------------------------------------------------------------------- | -------- | -------- | -------- | -------- | -------- | -------- | -------- | -------- | ---------------------------------------------------------------------------------- |
| 1989 | The Best Remixes - Lançado: 1989 - Label: Epic                                                    | —        | —        | —        | —        | —        | —        | 61       | —        | - :RIAJ: Ouro                                                                      |
| 1994 | Twelve Deadly Cyns ...and Then Some - Lançado: 1994 - Gravadora: Epic                             | 81       | 18       | 23       | 18       | —        | 6        | 8        | 2        | - :RIAA: Ouro - :PMB: Ouro - :SNEP: 2× Ouro - :RIAJ: 3× Platina - :BPI: 2× Platina |
| 1996 | Wanna Have Fun - Lançado: 1996 - Gravadora: Epic                                                  | —        | —        | —        | —        | —        | —        | —        | —        |                                                                                    |
| 2003 | The Essential Cyndi Lauper - Lançado: 2003 - Gravadora: Sony BMG                                  | —        | —        | —        | —        | —        | —        | 29       | —        |                                                                                    |
| 2003 | The Great Cyndi Lauper - Lançado: 2003                                                            | —        | —        | —        | —        | —        | —        | —        | —        |                                                                                    |
| 2005 | The Body Acoustic - Lançado: 2005 - Gravadora: Sony BMG                                           | 112      | —        | —        | 60       | —        | 190      | 42       | 55       |                                                                                    |
| 2005 | Hey Now! (Remixes & Rarities) - Lançado: 2005 - Gravadora: Sony BMG                               | —        | —        | —        | —        | —        | —        | —        | —        |                                                                                    |
| 2009 | Floor Remixes - Lançado: 18 de Fevereiro de 2009 - Gravadora: Epic                                | —        | —        | —        | —        | —        | —        | 102      | —        |                                                                                    |
| 2014 | She's So Unusual: A 30th Anniversary Celebration - Lançado: 31 de Março de 2014 - Gravadora: Sony | 150      | —        | —        | —        | —        | —        | 53       | —        |                                                                                    |
| 2019 | Japanese Singles Collection - Greatest Hits - Lançado: 28 de Agosto de 2019 - Gravadora: Sony     | —        | —        | —        | —        | —        | —        | 28       | —        |                                                                                    |

### Álbuns de vídeo
| Título                              | Detalhes                                                                               | US Music Video Sales | Certificações |
| ----------------------------------- | -------------------------------------------------------------------------------------- | -------------------- | ------------- |
| Cyndi Lauper in Paris               | - Lançamento: 1987 - Gravadora: PolyGram - Formatos: VHS, laserdisc, DVD (Only Brazil) | 13                   |               |
| Twelve Deadly Cyns... and Then Some | - Lançamento: 1995 (VHS), 2000 (DVD) - Gravadora: Sony - Formatos: VHS, DVD            | 12                   |               |
| Live... At Last                     | - Lançamento: 2004 - Gravadora: Sony - Formatos: DVD                                   | 15                   | - :RIAA: Ouro |
| To Memphis, with Love               | - Lançamento: 2011 - Gravadora: Megaforce - Formatos: DVD                              | 9                    |               |

## Singles
| Ano  | Single                                                 | Posições | Posições | Posições | Posições | Posições | Posições | Posições | Posições | Posições | Posições | Álbum                                      |
| Ano  | Single                                                 | US       | US Adult | US Dance | AUS      | AUT      | CAN      | FRA      | GER      | IRE      | UK       | Álbum                                      |
| ---- | ------------------------------------------------------ | -------- | -------- | -------- | -------- | -------- | -------- | -------- | -------- | -------- | -------- | ------------------------------------------ |
| 1977 | "You Make Loving Fun"                                  | —        | —        | —        | —        | —        | —        | —        | —        | —        | —        | You Make Love Fun Single                   |
| 1983 | "Girls Just Want to Have Fun"                          | 2        | —        | 1        | 1        | 3        | 1        | —        | 6        | 1        | 2        | She's So Unusual                           |
| 1984 | "Time After Time"                                      | 1        | 1        | —        | 6        | 5        | 1        | 9        | 6        | 2        | 3        | She's So Unusual                           |
| 1984 | "She Bop"                                              | 3        | —        | 10       | 6        | 5        | 4        | 34       | 19       | —        | 46       | She's So Unusual                           |
| 1984 | "All Through the Night"                                | 5        | 4        | —        | 17       | 5        | 9        | —        | 35       | —        | 64       | She's So Unusual                           |
| 1984 | "Money Changes Everything"                             | 27       | —        | —        | 19       | —        | 30       | —        | 54       | —        | —        | She's So Unusual                           |
| 1984 | "I'll Kiss You" (single promocional)                   | —        | —        | —        | —        | —        | —        | —        | —        | —        | —        | She's So Unusual                           |
| 1985 | "When You Were Mine"                                   | —        | —        | —        | —        | —        | —        | —        | —        | —        | —        | She's So Unusual                           |
| 1985 | "The Goonies 'R' Good Enough"                          | 10       | —        | —        | 8        | —        | 5        | —        | 49       | —        | —        | The Goonies (Trilha Sonora)                |
| 1986 | "True Colors"                                          | 1        | 5        | —        | 3        | 12       | 1        | 49       | 18       | 6        | 12       | True Colors                                |
| 1986 | "Change of Heart"                                      | 3        | 16       | 4        | 15       | —        | 7        | 8        | —        | —        | 67       | True Colors                                |
| 1987 | "What's Going On"                                      | 12       | 29       | 17       | 52       | —        | 31       | —        | —        | —        | 57       | True Colors                                |
| 1987 | "Boy Blue"                                             | 71       | —        | —        | —        | —        | —        | —        | —        | —        | —        | True Colors                                |
| 1987 | "Maybe He'll Know"                                     | —        | —        | —        | —        | —        | —        | —        | —        | —        | —        | True Colors                                |
| 1988 | "Hole in My Heart (All the Way to China)"              | 54       | —        | —        | 8        | —        | —        | —        | —        | —        | —        | Vibes                                      |
| 1989 | "I Drove All Night"                                    | 6        | 43       | —        | 11       | —        | 12       | 10       | 19       | 13       | 7        | A Night to Remember                        |
| 1989 | "My First Night Without You"                           | 62       | —        | —        | 47       | —        | —        | 46       | —        | 28       | 53       | A Night to Remember                        |
| 1989 | "Heading West"                                         | —        | —        | —        | —        | —        | —        | —        | —        | —        | 68       | A Night to Remember                        |
| 1989 | "A Night To Remember"                                  | —        | —        | —        | 96       | —        | —        | —        | —        | —        | —        | A Night to Remember                        |
| 1990 | "Primitive"                                            | —        | —        | —        | —        | —        | —        | —        | —        | —        | —        | A Night to Remember                        |
| 1992 | "The World Is Stone"                                   | —        | —        | —        | —        | —        | —        | 2        | 100      | 16       | 15       | Tycoon                                     |
| 1993 | "Who Let in the Rain"                                  | —        | 33       | —        | —        | —        | —        | —        | —        | —        | 32       | Hat Full of Stars                          |
| 1993 | "Sally's Pigeons"                                      | —        | —        | —        | —        | —        | —        | —        | —        | —        | —        | Hat Full of Stars                          |
| 1993 | "That's What I Think"                                  | —        | —        | 14       | —        | —        | —        | —        | —        | —        | 31       | Hat Full of Stars                          |
| 1993 | "Hat Full of Stars"                                    | —        | —        | —        | —        | —        | —        | —        | —        | —        | —        | Hat Full of Stars                          |
| 1994 | "Hey Now (Girls Just Want to Have Fun)"                | 87       | —        | —        | 62       | —        | —        | 3        | 56       | 10       | 4        | Twelve Deadly Cyns...and Then Some         |
| 1994 | "I'm Gonna Be Strong"                                  | —        | —        | —        | —        | —        | —        | —        | —        | —        | 37       | Twelve Deadly Cyns...and Then Some         |
| 1995 | "Come on Home"                                         | —        | —        | 11       | —        | —        | —        | —        | —        | —        | 39       | Twelve Deadly Cyns...and Then Some         |
| 1996 | "You Don't Know"                                       | 111      | —        | 16       | —        | —        | —        | —        | —        | —        | 27       | Sisters of Avalon                          |
| 1997 | "Sisters Of Avalon"                                    | —        | —        | —        | —        | —        | —        | —        | —        | —        | —        | Sisters of Avalon                          |
| 1997 | "Ballad of Cleo and Joe"                               | 125      | —        | 36       | —        | —        | —        | —        | —        | —        | —        | Sisters of Avalon                          |
| 1998 | "Early Christmas Morning" (apenas no Japão)            | —        | —        | —        | —        | —        | —        | —        | —        | —        | —        | Merry Christmas...Have a Nice Life         |
| 1999 | "Disco Inferno"                                        | —        | —        | 8        | —        | —        | —        | —        | —        | —        | —        | A Night at the Roxbury (soundtrack)        |
| 2001 | "Shine"                                                | —        | —        | —        | —        | —        | —        | —        | —        | —        | —        | Shine                                      |
| 2003 | "Walk on By"                                           | —        | —        | 10       | —        | —        | —        | —        | —        | —        | —        | At Last                                    |
| 2004 | "Until You Come Back to Me (That's What I'm Gonna Do)" | —        | —        | —        | —        | —        | —        | —        | —        | —        | —        | At Last                                    |
| 2004 | "Stay"                                                 | —        | —        | —        | —        | —        | —        | —        | —        | —        | —        | At Last                                    |
| 2005 | "Time After Time" (com Sarah McLachlan)                | —        | 14       | —        | —        | —        | —        | —        | —        | —        | —        | The Body Acoustic                          |
| 2005 | "Above the Clouds" (com Jeff Beck)                     | —        | —        | —        | —        | —        | —        | —        | —        | —        | —        | The Body Acoustic                          |
| 2008 | "Set Your Heart"                                       | —        | —        | —        | —        | —        | —        | —        | —        | —        | —        | Bring Ya to the Brink                      |
| 2008 | "Same Ol' Story"                                       | —        | —        | 1        | —        | —        | —        | —        | —        | —        | —        | Bring Ya to the Brink                      |
| 2008 | "Into The Nightlife"                                   | —        | —        | 1        | 82       | —        | —        | —        | —        | —        | 168      | Bring Ya to the Brink                      |
| 2008 | "A Christmas Duel" (com The Hives)                     | —        | —        | —        | —        | —        | —        | —        | —        | —        | —        | Non-album song                             |
| 2010 | "Just Your Fool"                                       | —        | —        | —        | —        | —        | —        | —        | —        | —        | —        | Memphis Blues                              |
| 2012 | "Sex Is In The Heel"                                   | —        | —        | —        | —        | —        | —        | —        | —        | —        | —        | Kinky Boots                                |
| 2012 | "Still I Rise" (com Jon Secada)                        | —        | —        | —        | —        | —        | —        | —        | —        | —        | —        | I'm Never Too Far Away                     |
| 2015 | "Hard Candy Christmas"                                 | —        | —        | —        | —        | —        | —        | —        | —        | —        | —        | Detour                                     |
| 2016 | "Funnel of Love"                                       | —        | —        | —        | —        | —        | —        | —        | —        | —        | —        | Detour                                     |
| 2019 | "Hope"                                                 | —        | —        | —        | —        | —        | —        | —        | —        | —        | —        | Japanese Single Collection – Greatest Hits |

## Participações
- Fonte:[1]

- 1985: We Are the World
- 1985: The Goonies: Original Motion Picture Soundtrack
- 1986: The Bridge - Billy Joel
- 1988: Vibes Movie Soundtrack
- 1990: The Wall Live In Berlin
- 1991: Off and Running Movie Soundtrack
- 1991: Give Peace A Chance
- 1992: A Very Special Christmas 2]
- 1992: Boys Will Be Boys - The Hooters - EP
- 1999: Southie Movie Soundtrack
- 2000: Rugrats in Paris: The Movie Sondtrack
- 2001: Blowback- Tricky
- 2001: Zero Landmine
- 2001: John Lennon Tribute
- 2002: Love Me All Over
- 2003: Wig in a Box
- 2004: Creole Bred: A Tribute to Creole & Zydeco
- 2005: Pretty Little Head - Nellie McKay
- 2006: My Friends & Me - Dionne Warwick
- 2006: Storm Chaser  - Erasure - Ep
- 2008: As The World Turns   (Soap opera)
- 2008: A Christmas Duel - The Hives - Single
- 2009: Here and There Movie Soundtrack
- 2009: Across The Universe
- 2009: From The Hut To The Projects To The Mansion - Wyclef Jean - EP
- 2010: Here Lies Love - Fatboy Slim

## Videoclipes
- Fonte:[49]

| Título                                        | Ano  | Diretor(a)                   |
| --------------------------------------------- | ---- | ---------------------------- |
| "Girls Just Want to Have Fun"                 | 1983 | Edd Griles                   |
| "Time After Time"                             | 1984 |                              |
| "She Bop"                                     | 1984 |                              |
| "Money Changes Everything"                    | 1984 | Patricia Birch               |
| "The Goonies 'R' Good Enough"                 | 1985 | Richard Donner               |
| "True Colors"                                 | 1986 | Patricia Birch               |
| "Change of Heart"                             | 1986 | Andy Morahan                 |
| "What's Going On"                             | 1987 | Andy Morahan                 |
| "Boy Blue"                                    | 1987 | Andy Morahan                 |
| "Hole in My Heart (All the Way to China)"     | 1988 | Edd Griles                   |
| "I Drove All Night"                           | 1989 | Scott Kalvert e Cyndi Lauper |
| "My First Night Without You"                  | 1989 | Larry Jordan                 |
| "Heading West"                                | 1989 | Larry Jordan                 |
| "A Night to Remember"                         | 1989 | Larry Jordan                 |
| "The World Is Stone"                          | 1992 | John Maybury                 |
| "Who Let in the Rain"                         | 1993 | John Diaz and Cyndi Lauper   |
| "Sally's Pigeons"                             | 1993 | Cyndi Lauper                 |
| "That's What I Think"                         | 1993 | Cyndi Lauper                 |
| "Hey Now (Girls Just Want to Have Fun)"       | 1994 | Cyndi Lauper                 |
| "I'm Gonna Be Strong"                         | 1995 | Cyndi Lauper                 |
| "You Don't Know"                              | 1997 | Cyndi Lauper                 |
| "Sisters of Avalon"                           | 1997 | Cyndi Lauper                 |
| "Ballad of Cleo and Joe"                      | 1997 | Unknown                      |
| "At Last"                                     | 2003 | Unknown                      |
| "Stay"                                        | 2003 | Unknown                      |
| "Above the Clouds"                            | 2005 | Unknown                      |
| "She Bop" (acoustic version)                  | 2005 | Unknown                      |
| "Money Changes Everything" (acoustic version) | 2005 | Unknown                      |
| "Shine" (acoustic version)                    | 2005 | Unknown                      |
| "Into the Nightlife"                          | 2008 | Cyndi Lauper                 |
| "Girls Just Wanna Set Your Heart"             | 2009 | Karl Giant                   |
| "Funnel of Love"                              | 2016 | Cyndi Lauper                 |
| "Hope"                                        | 2017 | Unknown                      |